# Feldberg (Forêt-Noire)
Pour les articles homonymes, voir Feldberg.
Le Feldberg est le point culminant du massif de la Forêt-Noire, 1 493 m. Situé au sud-est de Fribourg-en-Brisgau, c'est aussi le sommet le plus haut du Bade-Wurtemberg.
Le Feldberg accueille une station de ski de taille moyenne, avec 14 remontées mécaniques et 26 km de pistes de ski alpin.
Table d'orientation au sommet, panorama jusqu'au Mont Blanc. Accès pédestre ou par télécabine, 1 230 m au Feldberghof à 1 444 m, Seebuck, Mémorial. Station météo à 1 480 m (MAJ horaire et consultation libre) et webcam du Seebuck.
Utilisé pendant la guerre froide par les armées ouest-allemande, française et américaine pour leurs installations radar, le sommet est aujourd'hui surmonté d'un nouvel émetteur TV de 82 m de hauteur, l'ancienne tour (H: 36 m D: 9 m) du Seebuck ayant d'autres applications, notamment dans le tourisme, comme point de vue panoramique.

## Domaine skiable

Panorama des Alpes depuis le Feldberg au coucher de soleil.

Le Feldberg dispose du plus vaste domaine skiable de la Forêt-Noire. Ce domaine est à ne pas confondre avec le Liftverbund Feldberg, qui regroupe 8 stations de ski de la région, dont le Feldberg.
Le domaine commença à être exploité dès 1950, avec la construction du premier téléski. Ses nombreuses pistes sont desservies par un parc de remontées mécaniques relativement moderne – notamment trois télésièges débrayables. La saison hivernale y est aussi l'une des plus longues de la région. On peut accéder au domaine depuis trois points de départ différents.
Seebuck
Depuis le parking couvert payant, le cœur et la partie la plus élevée du domaine est desservi par un télésiège 6-places qui rejoint Seebuck à 1 450 m d'altitude. Le chemin d'accès au sommet du Feldberg, relativement plat et facile, part depuis son arrivée. Si le plan officiel de la station indique plusieurs pistes, il s'agit en réalité d'une unique et très vaste piste de terrain régulier et de niveau facile. Un télésiège 2-places de construction ancienne dédouble cette remontée mécanique. Un snowpark a été aménagé sous celui-ci. Deux courts téléskis et un fil-neige (en 2019 encore en projet) complètent l'infrastructure.
Grafenmatt
Le deuxième télésiège 6-places du domaine part en direction de Seebuck depuis le col au lieu-dit Grafenmatt. Une longue piste peu pentue permet aussi la jonction. Sur le versant opposé, deux courts téléskis desservent quelques pistes. Une zone débutants est desservie par deux autres téléskis. Une piste peu pentue rejoint Fahl plus loin dans la vallée.
Fahl
Depuis le parking gratuit situé en bord de la route reliant Todtnau au Titisee, un télésiège 4-places débrayable dessert les pistes les plus engagées du domaine. En dehors d'une route enneigée facile à emprunter, les pistes y sont de niveaux rouge et noir, et nettement plus longues que sur les deux autres sous-domaines. Elles sont tracées directement dans la forêt. Un long itinéraire part du sommet du télésiège et rejoint Todtnau dans la vallée.

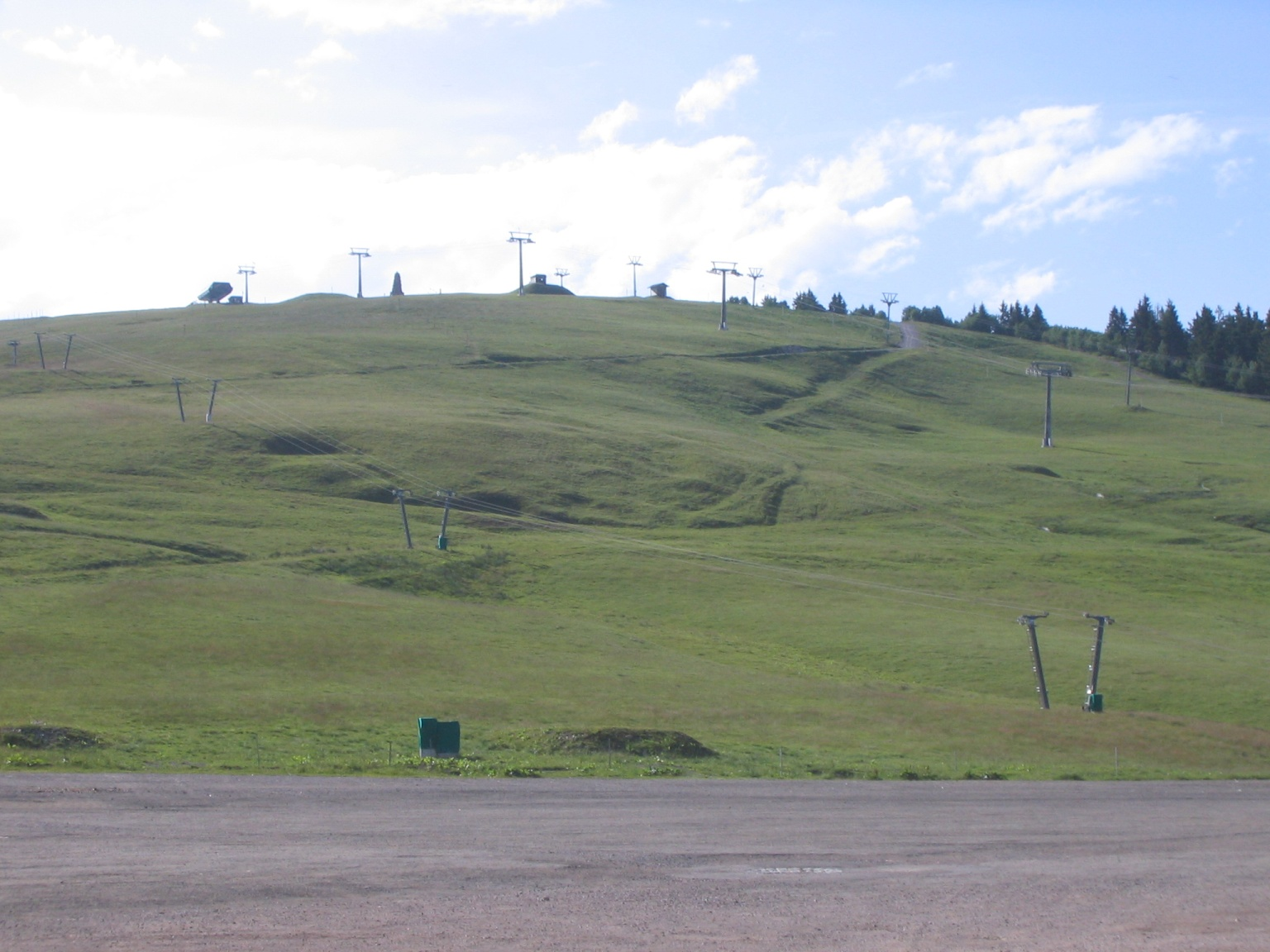
Remontées mécaniques au Feldberg.
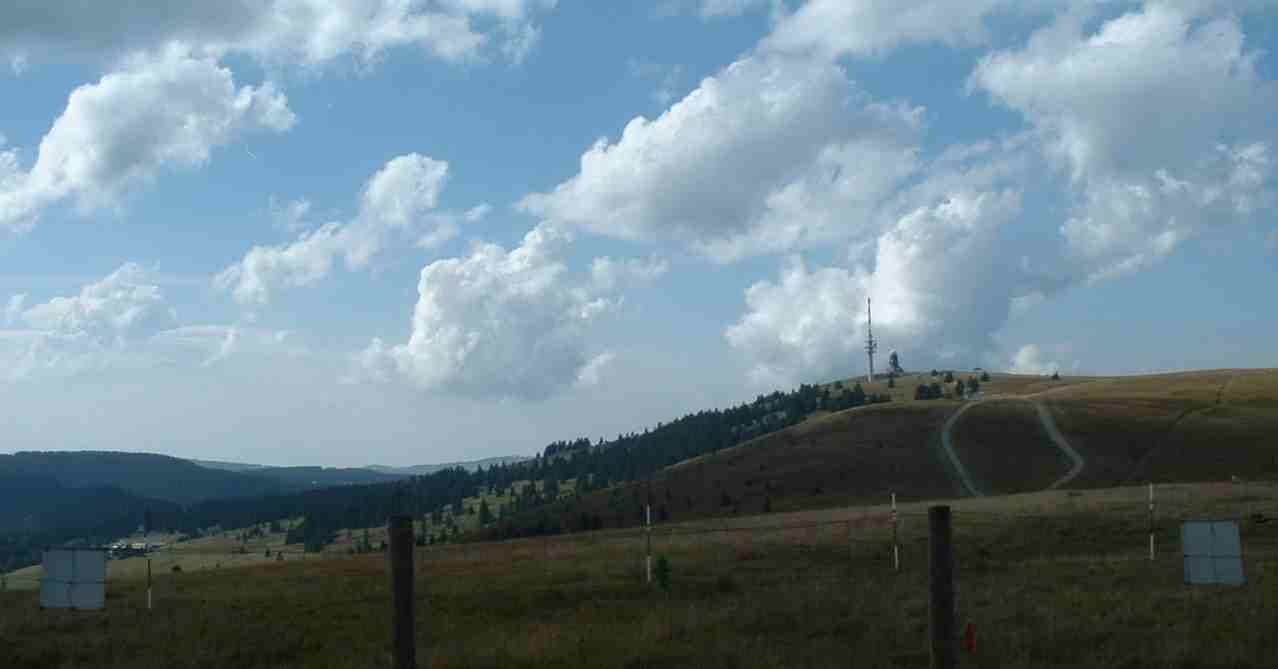
Le toit de la Forêt Noire.
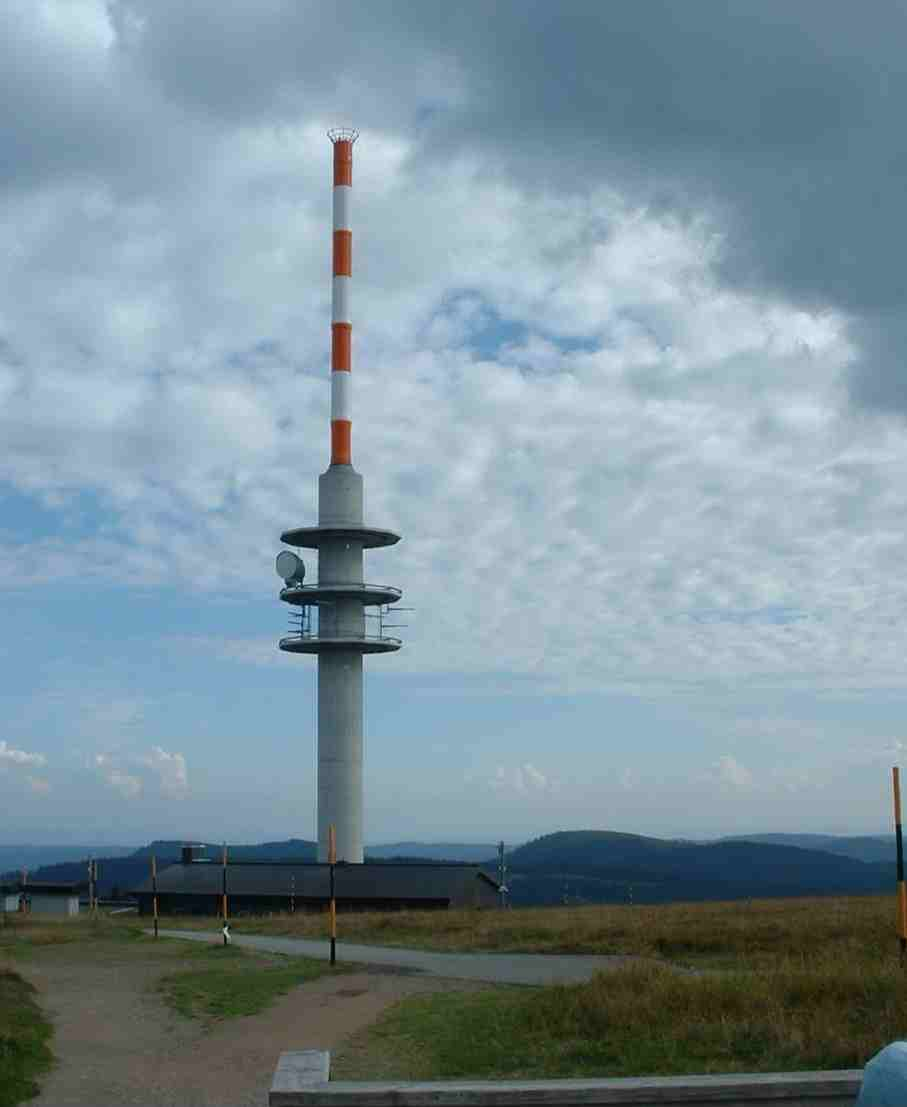
L'émetteur de TV, DAB et FM. h:82 m.
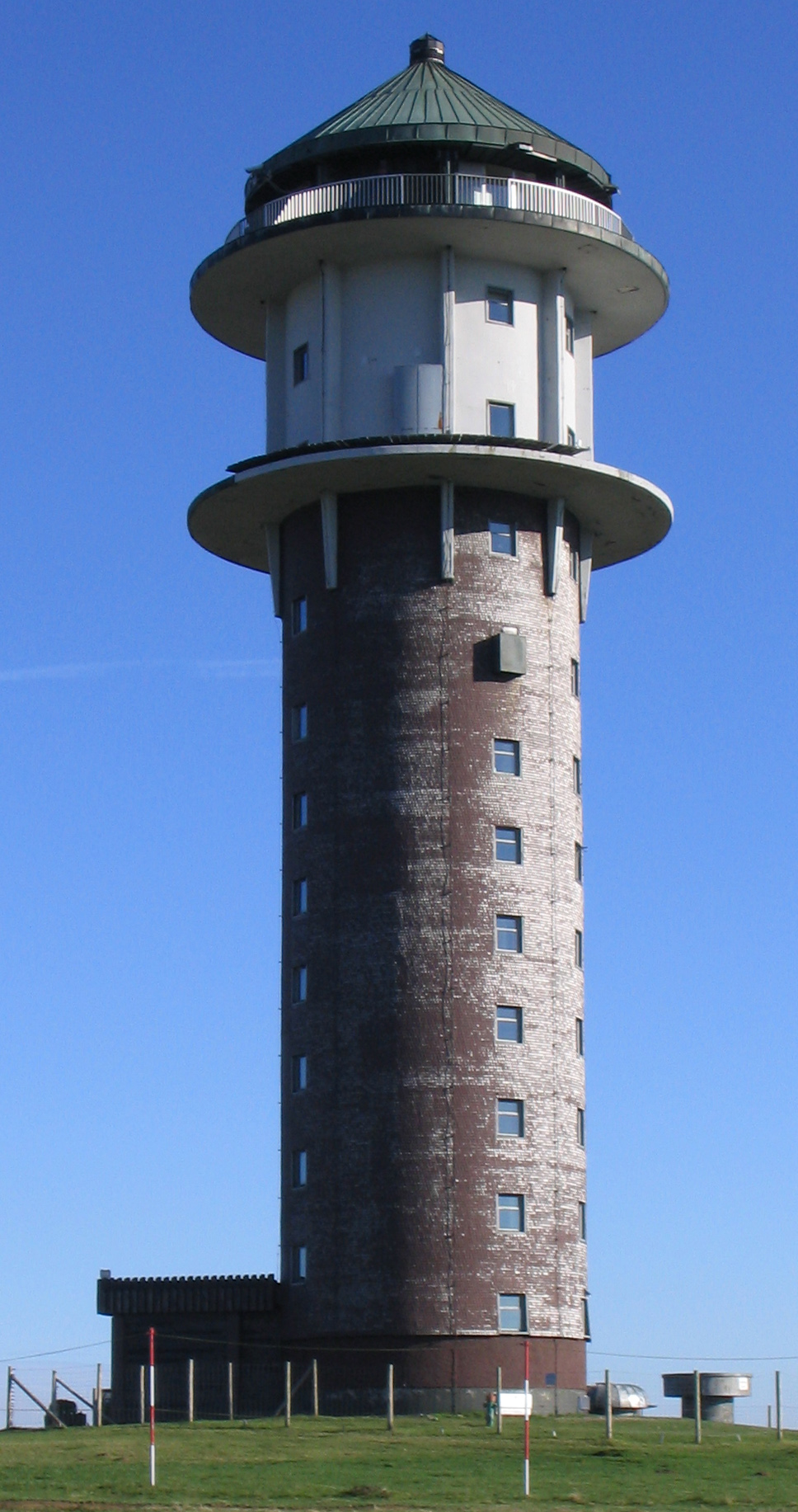
L'ancienne tour.